# Турнір чемпіонок WTA Garanti Koza 2014
Турнір чемпіонок WTA Garanti Koza 2014 - жіночий тенісний турнір в одиночному розряді, яких проходив на закритих кортах з твердим покриттям. Спонсором турніру була турецька будівельна компанія Garanti Koza (другий рік у рамках дворічної угоди). Турнір відбувся вшосте і належав до Туру WTA 2014. Того року турнір утретє і востаннє відбувся в Софії на кортах Arena Armeec. Тривав з 28 жовтня до 2 листопада. Чинна чемпіонка Сімона Халеп не брала участі бо кваліфікувалася Фінал WTA 2014. Титул здобула Андреа Петкович.

## Призовий фонд і очки
Сумарний призовий фонд Турніру чемпіонок WTA Garanti Koza 2014 становив 750 тис. доларів США.
| Етап                         | Одиночний розряд | Очки 1    |
| ---------------------------- | ---------------- | --------- |
| Чемпіонка                    | RR2 + 200,000    | RR2 + 195 |
| Фіналістка                   | RR2 + 75,000     | RR2 + 75  |
| Півфіналістка                | RR2 + 10,000     | RR2       |
| Круговий турнір (3 перемоги) | 80,000           | 180       |
| Круговий турнір (2 перемоги) | 65,000           | 145       |
| Круговий турнір (1 перемога) | 50,000           | 110       |
| Круговий турнір (0 перемог)  | 35,000           | 75        |
| Запасна                      | 7,5003           | 0         |

- 1 за кожен зіграний в круговому турнірі матч гравчиня автоматично одержує 25 очок, а за кожну перемогу в круговому турнірі - ще додатково 35
- 2 RR означає грошовий приз чи очки, здобуті на етапі кругового турніру.
- 3 Запасна одержує $7,5 тис. навіть якщо не бере участі.

## Учасниці
| Рейтинг WTA в одиночному розряді (20 жовтня 2014) |                      |         |                  |
| Сіяна                                             | Гравчиня             | Рейтинг | Виграла          |
| -                                                 | Сімона Халеп         | 4       | Бухарест         |
| -                                                 | Ежені Бушар          | 5       | Нюрнберг         |
| -                                                 | Ана Іванович         | 7       | Окленд Монтеррей |
| -                                                 | Каролін Возняцкі     | 8       | Стамбул          |
| -                                                 | Лі На                | 9       | Шеньчжень        |
| 1                                                 | Катерина Макарова    | 11      | Паттайя          |
| 2                                                 | Домініка Цібулкова   | 12      | Акапулько        |
| 3                                                 | Флавія Пеннетта      | 15      | Вайлдкард        |
| 4                                                 | Андреа Петкович      | 17      | Бад-Гастайн      |
| 5                                                 | Карла Суарес Наварро | 18      | Оейраш           |
| 6                                                 | Алізе Корне          | 20      | Катовіце         |
| -                                                 | Саманта Стосур       | 21      | Осака            |
| 7                                                 | Гарбінє Мугуруса     | 23      | Гобарт           |
| 8                                                 | Цветана Піронкова    | 41      | Вайлдкард        |
| Заміна                                            | Кароліна Плішкова    | 24      | Сеул Лінц        |
| Заміна                                            | Еліна Світоліна      | 30      | Баку             |

## Переможниці та фіналістки

### Одиночний розряд
- Андреа Петкович —  Флавія Пеннетта, 1–6, 6–4, 6–3